# KING (Kanaria歌曲)
〈KING〉是日本词曲作家Kanaria的歌曲，来自Kanaria的同名首张录音室专辑（2020年）。此曲作为单曲于2020年8月2日个人发行，主要人声是使用Megpoid合成，音乐视频公开于同日。

## 背景
2020年7月31日，Kanaria在推特上发布新曲预告，宣布新曲是由本人创作，插图是由日本插画师Nou（のう）绘制。在歌曲公布后的第二天，Kanaria将歌曲的伴奏和升调版伴奏上传于Niconi Commons和Piapro。

## 创作
此曲时长2分14秒，每分钟166拍，日语主唱是使用Megpoid的英语歌声库合成。此曲在编曲上使用了电吉他元素，但合成器和电子节奏更为突出，并且与其他通过转调和停顿来强调寂段的热门Vocaloid歌曲不同，除了第一节的A段外，所有部分都使用了相同的和弦进行，B段和副歌在旋律和音轨上都是无缝连接的。

## 音乐视频
此曲的音乐视频公开于2020年8月2日，曲绘是由日本插画师Nou（のう）绘制视频的主色调为红色，视频中间展现着一个女性的上半身，她的眼睛为红色，发型像Gumi，她坐在王位双手撑在扶手上，左手扣扯着笑着的嘴角，右手按住放在膝盖上的皇冠。
此视频于2020年8月21日在YouTube上观看次数超过了一百万次，并在同年12月30日超过一千万次。此外，在Niconico动画的影片在2020年10月10日超过一百万次观看。
Kanaria本人翻唱的版本於2025年5月31日在YouTube上發佈。

## 商业表现
此曲在日本十分受到“试着唱”（歌ってみた）的欢迎，在2020年12月2日Billboard Japan首次公布的歌曲排行榜Top User Generated Songs中，空降第1位，随后保持了6周直到在第7周被日本歌手Ado的〈Usseewa〉挤至第2位。
此曲在Billboard Japan公布的2021年上半期排行榜Top User Generated Songs中排名第4位。2021年年度排行榜Top User Generated Songs中排名第1位。

## 排行榜
| 排行榜（2020年）                                 | 最高排名 |
| ------------------------------------------------ | -------- |
| 日本（Billboard Japan Top User Generated Songs） | 1        |
| 日本（Billboard Japan Heatseekers Songs）        | 16       |

| 排行榜（2021年）                                 | 最高排名 |
| ------------------------------------------------ | -------- |
| 日本（Billboard Japan Top User Generated Songs） | 1        |

## 发行历史
| 地区 | 日期         | 格式          | 唱片公司 | 参考   |
| ---- | ------------ | ------------- | -------- | ------ |
| 世界 | 2020年8月2日 | 數位下載 串流 | 自发行   | [ 14 ] |